# Парк-музей В. Н. Лаврова
Парк-музей В. Н. Лаврова (болг. Парк-музей „В. Н. Лавров“) — мемориальный парк в Плевенской области (Болгария), посвящённый русским и финским воинам, погибшим при осаде Плевны и в битве при Горном Дубняке во время Русско-турецкой войны 1877—1878 годов. Парк, который находится примерно в 25 километрах к западу от Плевена, в окрестностях деревни Горни-Дыбник, был организован в 1950—1954 годах. Он был назван в честь генерала Русской императорской армии Василия Николаевича Лаврова, погибшего в битве при Горном Дубняке.
Парк Лаврова был организован вокруг массовых захоронений около 3500 российских и финских воинов, погибших в битве при Горном Дубняке. Он был построен под руководством архитектора В. Тихолова и ландшафтного дизайнера А. Водопьянова. Парк был полностью реконструирован в 1977 году, когда были возведены новые памятники. В 2001 году памятники и аллеи были отремонтированы в рамках программы «Красивая Болгария». Православная часовня, посвященная святому Георгию, была построена в 2004 году.
На территории парка расположены оссуарий, памятники Московскому, Павловскому, Измайловскому и Гренадерскому полкам Русской императорской армии, а также Финляндскому 3-му стрелковому полку. Также там находится выставка под открытым небом русских пушек XIX века.

## Галерея

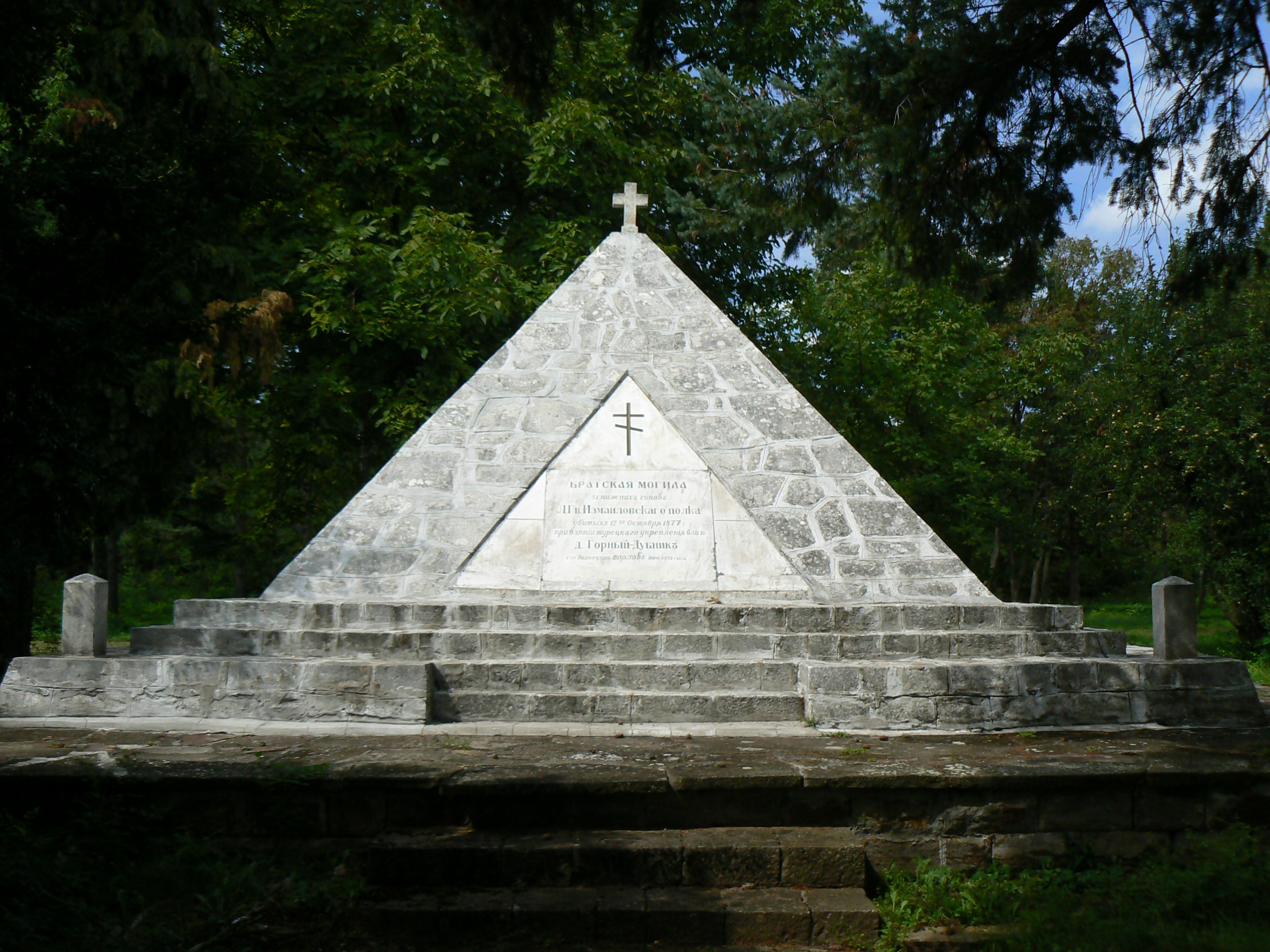
Братский курган (братская могила)
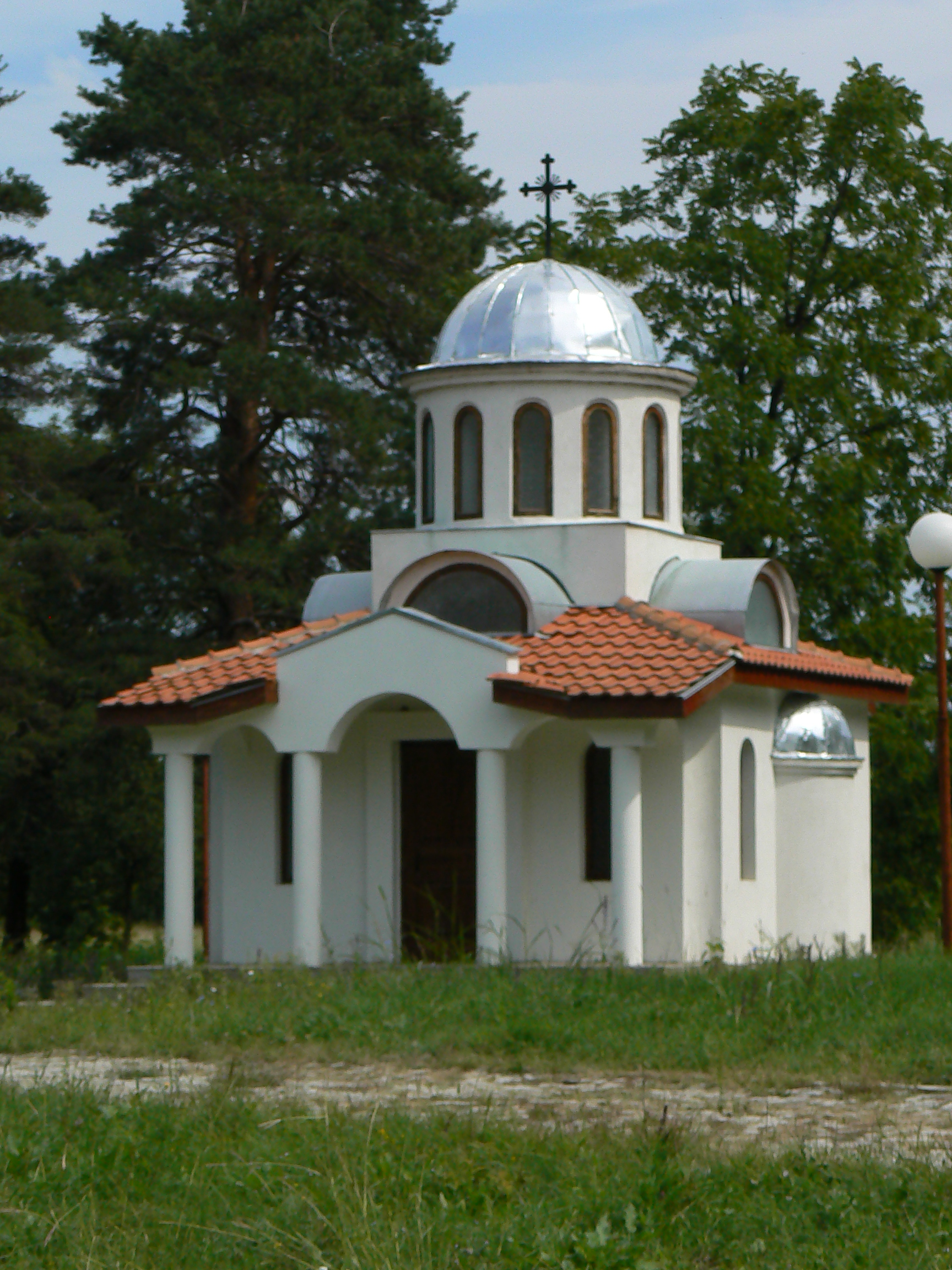
Часовня Святого Георгия
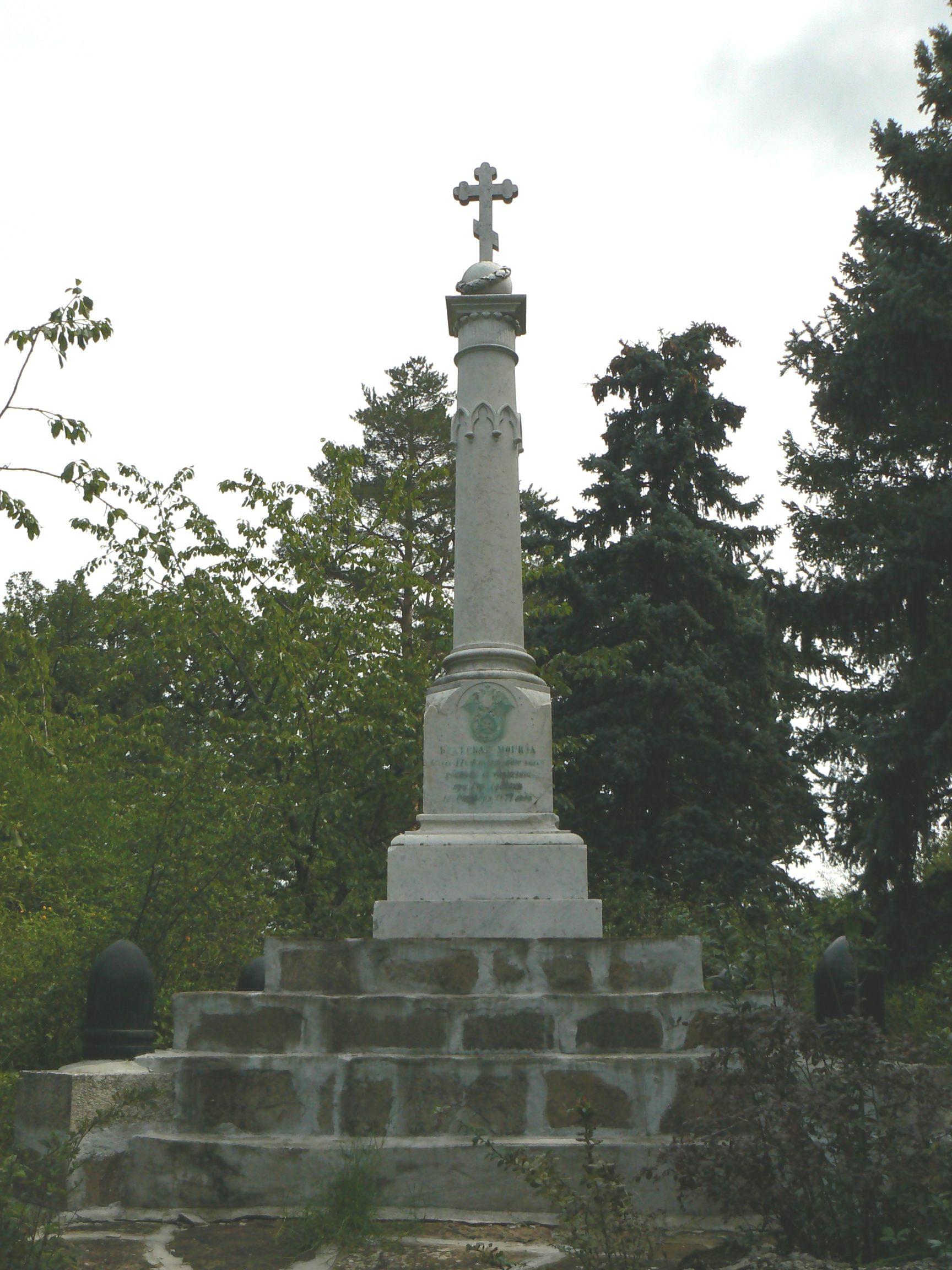
Финский памятник
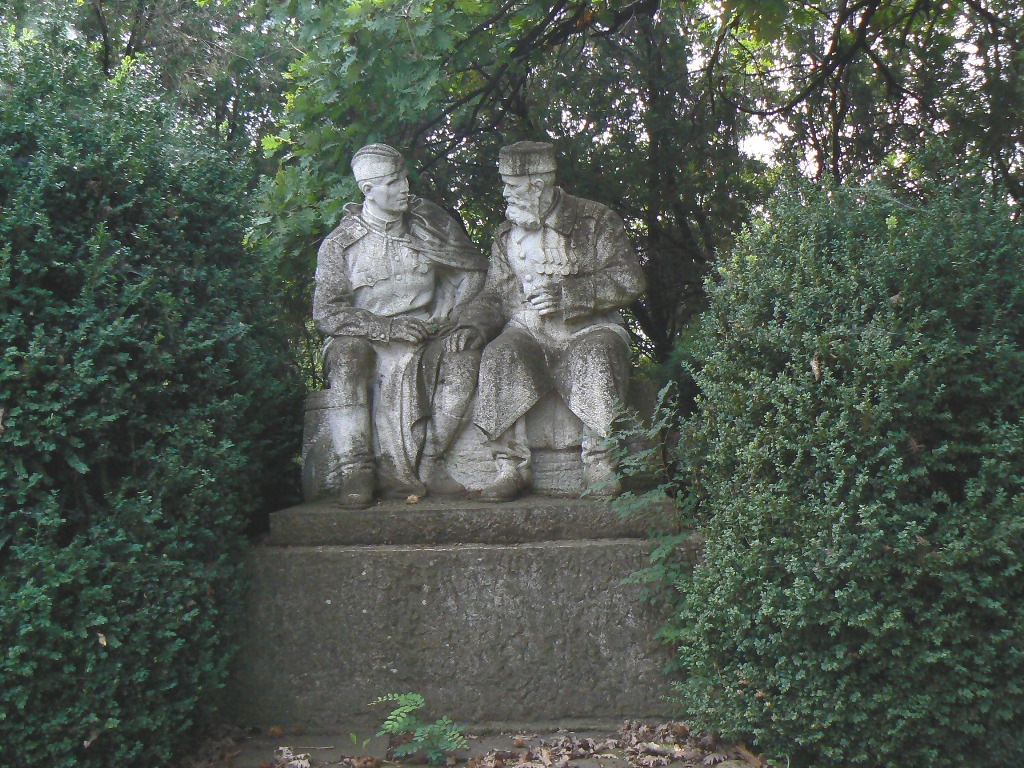
Памятник